# Suikerbond
De Suikerbond was een vakbond voor Europese arbeiders in de suikerindustrie in Nederlands-Indië. De organisatie werd opgericht op 14 maart 1907 in Soerabaja als de "Bond van Geëmployeerden in de Suikerindustrie in Nederlandsch-Indië". In 1921 richtte de organisatie een eigen krant op "De Indische Courant" die geleid werd door de voorzitter van de bond, W. Burger. Deze verscheen in twee edities op het eiland Java. Aanvankelijk was de krant sociaaldemocratisch ingesteld, maar onder druk van vakbondsleden werd een meer conservatieve hoofdredacteur geïnstalleerd. Tegen 1922 telde de organisatie meer dan 3800 leden en had ze een stakingsfonds van een half miljoen gulden.